# Potony
Potony é um município da Hungria, situado no condado de Somogy. Tem 15,9 km² de área e sua população em 2019 foi estimada em 195 habitantes.